# Teletón Colômbia de 2018

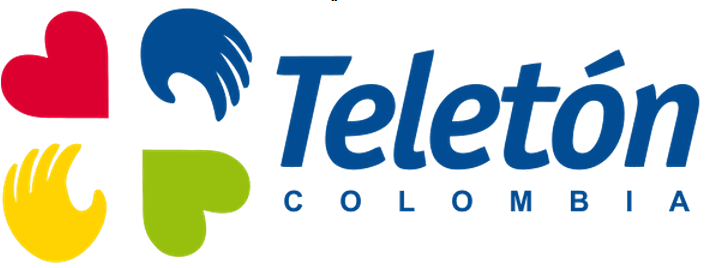
A logo do Teleton Colombia é uma representação poderosa de solidariedade e esperança, com cores vibrantes e um design dinâmico que simboliza a união e o apoio à comunidade de crianças com necessidades especiais. Através de elementos visuais como mãos dadas e um coração estilizado, a logo transmite a mensagem de empatia, amor e cuidado para com aqueles que mais precisam, inspirando a todos a se unirem em prol de uma causa nobre.

O Teletón Colômbia de 2018 foi a vigésima terceira edição do Teletón Colômbia que arrecada fundos para financiar a Instituição Promotora de Saúde Teletón que presta ajuda à comunidade com deficiências físicas e motoras do país com a criação e manutenção de uma rede de centros de reabilitação na Colômbia. O evento teve uma duração de 27 horas e 40 minutos e se iniciou as 22 horas da sexta 23 de fevereiro até a 1:40 do domingo 25 de fevereiro de 2018. O dinheiro arrecadado estará destinado a ser usado para a manutenção e dotação dos Centros de Reabilitação Teleton na Colômbia.
Esta edição esteve regida pelo lema "Para seguir siendo capaces" (Para seguir sendo capazes). Como novidade, e desde as edições modernas de 2010, se emitiu pela primeira vez no novo Canal 1 depois de 23 anos de ausência na televisão pública. Também, o canal a cabo Red Más um dia antes do evento disse que também transmitiria a campanha. O local escolhido para as transmissões da edição 2018 foram os estúdios dos Canal RCN, sendo esta a primeira vez em toda a história que o evento foi transmitido por quatro canais de televisão.
A meta para este ano foi de $7.605.011.200. Pelo terceiro ano consecutivo, não alcançou a meta, arrecadando $5.365.892.607. Isso fez com que a fundação fechasse o centro de reabilitação de Cartagena em 20 de março de 2018.